# John Marino
John Marino (* 21. Mai 1997 in North Easton, Massachusetts) ist ein US-amerikanischer Eishockeyspieler, der seit Juni 2024 bei den Utah Mammoth  in der National Hockey League unter Vertrag steht. Zuvor verbrachte der Verteidiger drei Jahre bei den Pittsburgh Penguins sowie zwei Spielzeiten bei den New Jersey Devils.

## Karriere
John Marino wurde in North Easton im US-Bundesstaat Massachusetts geboren und spielte in seiner Jugend unter anderem für die South Shore Kings im nahegelegenen Foxborough. Ohne in einer namhaften Juniorenliga zu spielen, wurde er bereits im NHL Entry Draft 2015 an 154. Position von den Edmonton Oilers berücksichtigt, ehe er zur Saison 2015/16 in die United States Hockey League (USHL) wechselte. In der ranghöchsten Nachwuchsspielklasse der Vereinigten Staaten verbrachte er ein Jahr bei den Tri-City Storm und gewann mit diesen prompt die USHL-Playoffs um den Clark Cup. Anschließend schrieb er sich an der Harvard University ein und lief fortan für deren Eishockeyteam, die Harvard Crimson, in der ECAC auf, einer Liga im Spielbetrieb der National Collegiate Athletic Association (NCAA). Auch mit den Crimson feierte der Abwehrspieler am Ende seiner ersten Spielzeit den Gewinn der Meisterschaft, bevor er sein Team im Folgejahr mit einer Plus/Minus-Wertung von +21 anführte und sich innerhalb der ECAC unter den Top 10 platzierte.
Im Juli 2019 gaben die Edmonton Oilers die Rechte an ihm im Tausch für ein Sechstrunden-Wahlrecht im NHL Entry Draft 2021 an die Pittsburgh Penguins ab. Bei den Penguins unterzeichnete Marino wenig später einen Einstiegsvertrag und erspielte sich im Rahmen der Vorbereitung auf die Saison 2019/20 einen Platz in deren Kader. Demzufolge debütierte er Anfang Oktober 2019 in der National Hockey League (NHL) und kommt dort seither regelmäßig zum Einsatz. Im Januar 2021 unterzeichnete Marino einen neuen Sechsjahresvertrag in Pittsburgh, der ihm ein durchschnittliches Jahresgehalt von 4,4 Millionen US-Dollar einbringen soll.
Diesen erfüllte er jedoch nicht in Pittsburgh, da ihn die Penguins im Juli 2022 an die New Jersey Devils abgaben und im Gegenzug Ty Smith sowie ein Drittrunden-Wahlrecht im NHL Entry Draft 2023 erhielten. Von dort wiederum gelangte er im Juni 2024 samt einem Fünftrunden-Wahlrecht im NHL Entry Draft 2024 zum neu gegründeten Utah Hockey Club, der im Gegenzug zwei Zweitrunden-Wahlrechte, je eines für die Drafts 2024 und 2025, nach New Jersey schickte. Die Organisation änderte ihren Namen im Mai 2025 in Utah Mammoth.

## Erfolge und Auszeichnungen
- 2016 Clark-Cup-Gewinn mit den Tri-City Storm
- 2017 Whitelaw-Cup-Gewinn mit den Harvard Crimson

## Karrierestatistik
Stand: Ende der Saison 2024/25
(Legende zur Spielerstatistik: Sp oder GP = absolvierte Spiele; T oder G = erzielte Tore; V oder A = erzielte Assists; Pkt oder Pts = erzielte Scorerpunkte; SM oder PIM = erhaltene Strafminuten; +/− = Plus/Minus-Bilanz; PP = erzielte Überzahltore; SH = erzielte Unterzahltore; GW = erzielte Siegtore; 1 Play-downs/Relegation; Kursiv: Statistik nicht vollständig)